# Stanisław Kruszelnicki
Stanisław Kruszelnicki h. Sas (ur. 1760 w Bukach na Ukrainie, zm. 1841 w Mytnicy) – szlachcic polski, autor dzieła Opisanie rzezi umańskiej w roku 1768 w miesiącu Junii przez Maksyma Zeleźniaka, kozaka zaporozkiego i Gonty, pułkownika kozackiego, a poddanego JW. Potockiego, wojewody kijowskiego potenczas przez Stanisława Kruszelnickiego będącego zapisem wydarzeń rzezi humańskiej.
Pochodził z powiatu żydaczowskiego w województwie ruskim, syn towarzysza pancernego w chorągwi hetmana Rzewuskiego za czasów Augusta III, zarządcy dóbr Buki, dzierżawionych przez hetmana Rzewuskiego od Potockich w powiecie humańskim.
Ojciec Stanisława był energicznym administratorem, założycielem sześciu majątków. Udał się na Sicz, gdzie zawarł umowę z koszowym, na mocy której otrzymał 300 par wołów i 100 koni na pierwsze zagospodarowanie, koszowemu zaś zobowiązał się dostarczać corocznie z majętności bukowskiej pewną ilość wódki, krup, jagieł i słoniny. Obie strony zaręczyły sobie przy tym opiekę i wzajemną pomoc. Ten stosunek z Kozakami ocalił Kruszelnickiemu i jego rodzinie życie w czasie buntu w 1768.
Stanisław jako dziecię ośmioletnie, ocalał z ogólnego pogromu hajdamackiego, krwawe jednak obrazy głęboko zapadły w umysł chłopca.
Swoje opowiadania spisywał w Mytnicy pod Czerkasami w województwie kijowskim, gdzie przez szereg lat był urzędnikiem celnym i gdzie zmarł w roku 1841. „Opisanie rzezi” poświęcił marszałkom Borejce i Rulikowskiemu, których znał od dawna i którzy zapewne zachęcili starca do przekazania potomnym wspomnień młodości.